# Morgenerst
Morgenerst und Morgenletzt sind astrologische Begriffe für die mit bloßem Auge mögliche Erkennbarkeit von hellen Sternen oder Planeten in der Morgendämmerung. Gegenstück ist Abenderst. Für den Mond gibt es spezielle Begriffe. In der Astronomie werden ähnliche Effekte als heliakisch bezeichnet.

## Übersicht: Morgenerst und Morgenletzt
Morgenerst ist derjenige Tag, an dem ein Himmelskörper erstmals wieder früher als die Sonne über dem Osthorizont aufgeht und freiäugig erkennbar ist, weil der Himmel noch nicht vom Sonnenlicht überstrahlt wird. An den folgenden Tagen geht der Himmelskörper vermehrt früher als die Sonne auf und wird immer länger in der Nacht erkennbar sein. Der Begriff wird verwendet
1. für helle Sterne, denn diese verfrühen sich von Tag zu Tag gegenüber der Sonne um etwa 4 Minuten
2. für die fünf freiäugig sichtbaren Planeten des Sonnensystems, die am Sternhimmel ebenfalls regelmäßig von der Sonne "überholt" werden.

Morgenletzt ist derjenige Tag, an dem der Himmelskörper letztmals früher als die Sonne über dem Osthorizont aufgeht und freiäugig erkennbar ist, weil der Himmel noch nicht vom Sonnenlicht überstrahlt wird. Nach zwei oder mehr Tagen geht das Gestirn später als die  Sonne auf und wird von ihrem Licht überstrahlt. Die nächtliche Periode, in der sich der Himmelskörper über dem Horizont befand, geht mit dem Morgenletzt für längere Zeit zu Ende. Dieser Begriff wird hauptsächlich für die inneren Planeten Merkur und Venus verwendet, während das Morgenletzt des Mondes als schmale Sichel meist als Altlicht bezeichnet wird. Für Fixsterne und die äußeren Planeten Mars bis Saturn gibt es kein Morgenletzt, denn sie bleiben nach dem Morgenerst monatelang bis zum Abendletzt sichtbar.

## Das Morgenerst der Sterne
Die Sonne bleibt bei ihrem scheinbaren Umlauf um die Erde täglich etwas hinter den Sternen zurück. Sie bewegt sich einmal pro Jahr rückwärts auf der Ekliptik durch den Himmel. Ein gleichzeitig mit der Sonne aufgehender Stern wird an den Folgetagen immer mehr früher als die Sonne aufgehen und immer länger in der Morgendämmerung sichtbar sein.
Das Morgenerst eines bestimmten Sternes ist ein bestimmter Tag im Jahr. So wurde zum Beispiel das Morgenerst des uns am hellsten erscheinenden Sterns Sirius bereits in Mesopotamien und im Alten Ägypten beobachtet und zur Planung der von den Jahreszeiten abhängigen landwirtschaftlichen Arbeiten benutzt.

### (kein) Morgenletzt der Sterne
Wegen der gegenüber der Sonne rückläufigen Bewegung gibt es bei den Sternen kein Morgenletzt am Osthorizont.
In Abweichung zur oben angegebenen Definition wird für sie der Begriff Morgenletzt für Beobachtungen am Westhorizont angewendet, wenn der beobachtete Stern nicht nahe bei der Sonne, sondern etwa in Opposition zu ihr ist. Nach dem Tag seines Morgenletzt geht der vorher in Opposition gewesene Stern früher am Westhorizont unter als die Sonne am Osthorizont aufgeht.

## Das Morgenletzt des Mondes

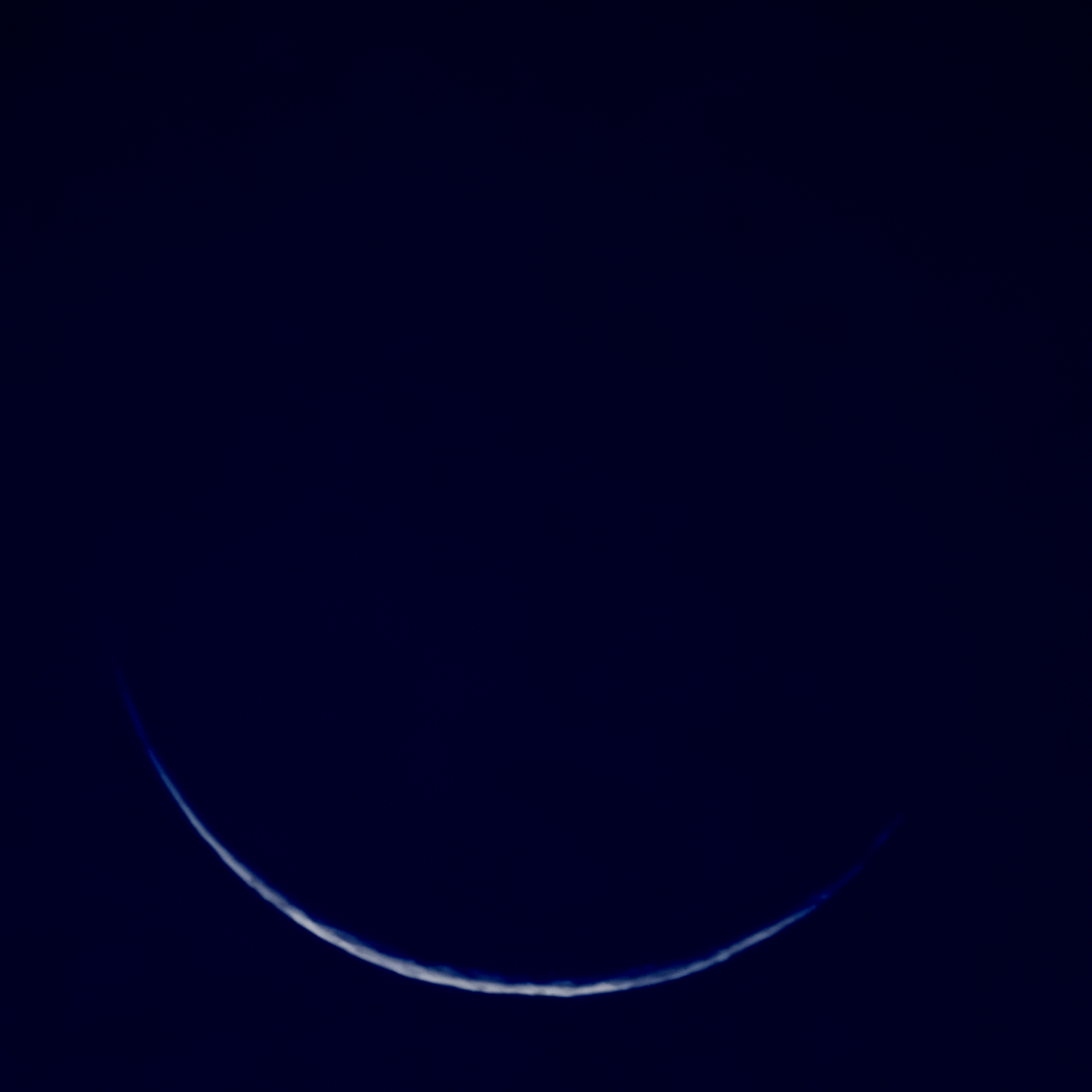
Morgenletzt beziehungsweise Altlicht des Mondes

Der Mond umrundet die Erde langsamer als es die Sonne scheinbar tut. Er verspätet sich täglich etwa 50 Minuten gegenüber der Sonne. Der vorerst abnehmende Mond wird von der Sonne eingeholt und bei Neumond überholt. Ein bis zwei Tage vorher ist sein Morgenletzt, eine letztmals zu sehende schmale Sichel, die auch Altlicht genannt wird.

## Morgenerst und  Morgenletzt der Venus
Die scheinbare Relativbewegung zwischen Sonne und Planeten ist bei den oberen Planeten ähnlich wie bei den Sternen (abgesehen von der rückläufigen Bewegung während der jährlichen Planetenschleife), weshalb bei ihnen ebenfalls nur ein Morgenerst beobachtbar ist. 
Ganz anders sind die Verhältnisse bei den unteren Planeten Merkur und Venus, von denen letztere wegen ihrer großen Helligkeit bedeutender ist. Die Venus pendelt im 19-Monats-Rhythmus beidseits vor der Sonne hin und her, wobei sie in der größten Winkeldifferenz (Elongationen) maximal für etwa vier Stunden (je nach Stellung in der Ekliptik) abwechselnd am Morgen- bzw. Abendhimmel zu sehen ist, aber niemals in der Mitte der Nacht (keine Opposition zur Sonne). Ihre Sichtbarkeit als Morgenstern wird durch ein Morgenerst und ein Morgenletzt begrenzt. In den Wochen dazwischen erfolgt ihr Aufgang in den letzten Nachtstunden vor der Morgendämmerung.

## Die Begriffeheliakischundakronychisch
Heliakisch (griechisch) heißt "zur Sonne gehörend" und ist im allgemeinsten Falle für Auf- und Untergänge von Himmelskörpern anwendbar, die sich nahe bei der Sonne befinden und gleichzeitig mit ihr in der Morgendämmerung auf-, aber auch  in der Abenddämmerung mit ihr untergehen. Eine häufige, allerdings nicht konsequent angewendete Einschränkung beschreibt lediglich die Vorgänge in der Morgendämmerung. Heliakisch wird jetzt mit "zur aufsteigenden  Sonne gehörend" übersetzt. Weil dabei auch  Auf- und Untergänge am Westhorizont von sich in Opposition zur Sonne befindlichen Himmelskörpern eingeschlossen werden, gilt nicht mehr, dass sich die Himmelskörper nahe bei der Sonne befinden. Mit Morgenerst und Morgenletzt könnten bei diesem Sprachgebrauch auch Vorgänge am Westhorizont gemeint sein.
Akronychisch (griechisch) heißt "am Rand der Nacht" und bezeichnet bezüglich Auf- und Untergängen von Himmelskörpern denselben Sachverhalt wie heliakisch, das heißt Vorgänge am Anfang der Nacht (Abenddämmerung) und an ihrem Ende (Morgendämmerung). Die parallele Anwendung beider Begriffe wird möglich, indem bei akronychisch die entsprechende – ebenfalls nicht konsequent angewendete – Einschränkung erfolgt. Man gebraucht jetzt akronychisch nur für die Abenddämmerung, also für den "Anfang der Nacht". Abendliche Auf- und Untergänge am Osthorizont von sich in Opposition zur Sonne befindlichen Himmelskörpern werden eingeschlossen. Mit Abendletzt und Abenderst könnten bei diesem Sprachgebrauch auch Vorgänge am Osthorizont gemeint sein.
Akronychisch wird gelegentlich auch ausschließlich für Auf- und Untergänge von Himmelskörpern, die sich in Opposition zur Sonne befinden, verwendet. Ob die Ereignisse in der Morgen- oder in der Abenddämmerung stattfinden, ist extra anzugeben.
Wegen der nicht eindeutigen Definition der Begriffe heliakisch und akronychisch ist der Gebrauch von Morgenerst und Morgenletzt vorzuziehen.